# Men's Fitness
Men's Fitness es una revista para hombres publicada por American Media, Inc. y fundada en los Estados Unidos en 1987. La primera edición contó con la participación del actor Michael Paré, quien actuó en la serie de televisión The Greatest American Hero.
La revista está dirigida a hombres de entre 21 a 40 años, ofrece una visión vanguardista e ingeniosa sobre temas relacionados con la aptitud mental y emocional, la nutrición y el deporte, así como consejos sobre sexo, consejos de moda, entrevistas, recetas y encuestas.
Desde su creación, Men's Fitness se ha convertido en una de las publicaciones de mayor crecimiento en su categoría, con ediciones rusas, australianas y británicas. La circulación se ha incrementado considerablemente y es una de las revistas más populares en el mercado.

## Portadas
Entre las personas que han aparecido en la portada se encuentra Pamela Anderson, Arnold Schwarzenegger, Mark Wahlberg, Liam Hemsworth, Andy Roddick, Joe Weider, Robert Marting, Dana White, Sebastian Siegel, Reggie Bush, Albert Pujols, Karen McDougal, Michael "The Situation" Sorrentino, Carmen Electra, Tim Tebow, Tom Brady y John Cena.
El campeón de tenis, Andy Roddick, se quejó cuando descubrió que su cuerpo había sido alterado en la foto de portada de mayo de 2007.

## Controversia
En octubre de 2011, Men's Fitness generó controversia por la publicación de un artículo llamado NY Comic Con: Flabby Versions of Your Favorite Superheroes!, escrito por Jordan Burchette, director digital de la revista. En el artículo, Burchette se burlaba de las personas que se disfrazaban de personajes célebres en el mundo de las historietas; la crítica se enfocó en la obesidad de estas personas y el pobre estado físico hasta el punto de calificarlos como enfermos y débiles. También de padecer de trastornos alimenticios como la obesidad mórbida.
El sitio web IFanboy, que se centra en analizar historietas, criticó fuertemente a la revista por la evidente discriminación en el artículo. Josh Flanagan, columnista y editor de IFanboy, afirmó que el artículo no fue para nada gracioso y recordó que los que personificaron a los superhéroes «son personas con sentimientos y decencia humana».
En respuesta a la controversia, la revista retiró el artículo el 24 de octubre de 2011. Otro artículo despectivo escrito por Burchette aparece en su página web.

## Lectura recomendada
- Muir, Pete (2010). Men's Fitness Magazine Complete Training Guide (en inglés). BPR Publishers. ISBN 9781907232220.